# 1464
1464. је била проста година.